# Fine print

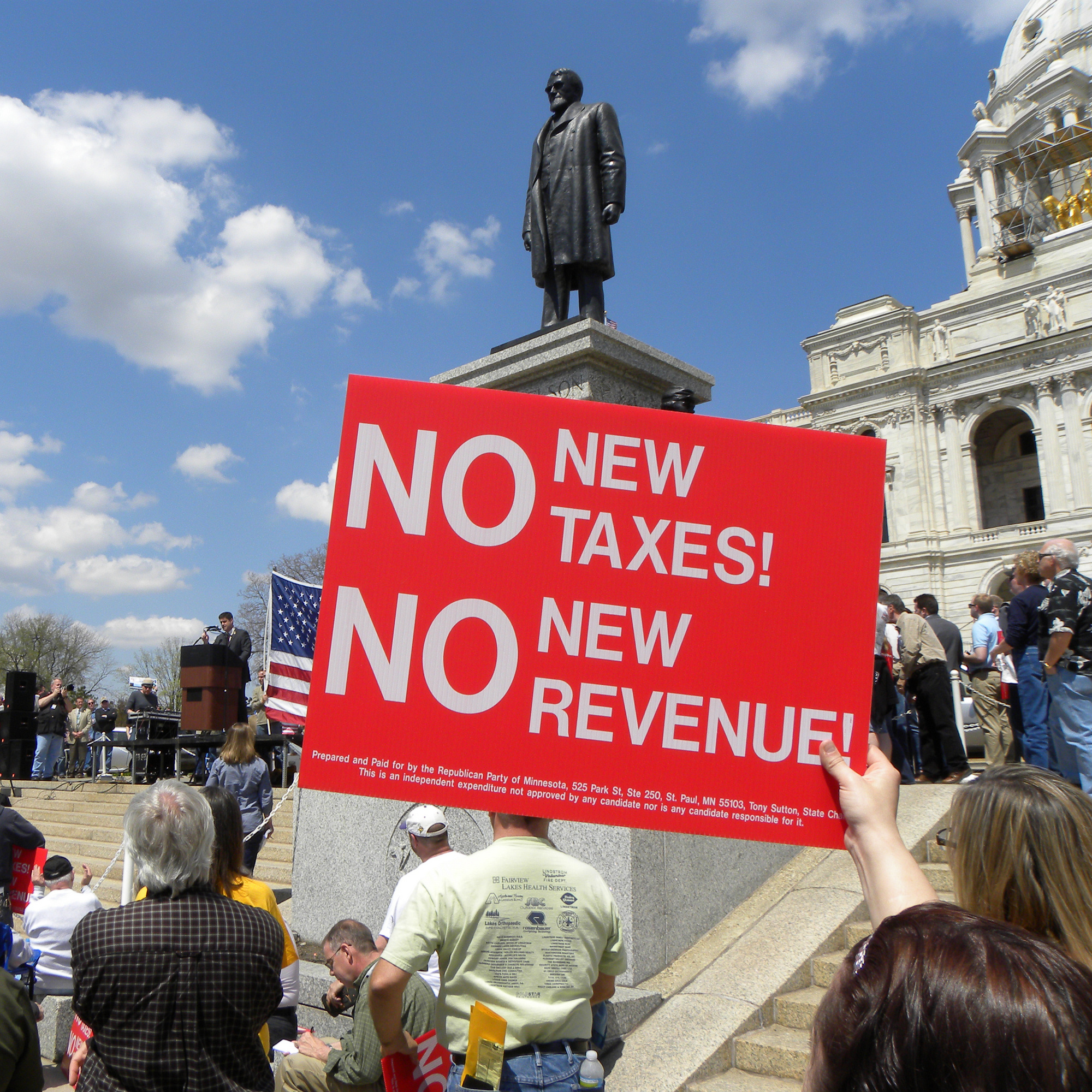
I manifesti di sostegno politico spesso hanno liberatorie fine print.

Fine print, small print, o "mouseprint" è una stampa meno visibile di quella più larga e ovvia che la accompagna reclamizzando o descrivendo diversamente o in modo parziale un prodotto o servizio commerciale. La stampa più grande, usata assieme al fine print, può indurre il consumatore a credere che l'offerta sia più vantaggiosa di quanto non sia in realtà. Ciò può soddisfare un formalismo giuridico che richiede il disvelamento completo di tutti (anche gli sfavorevoli) i termini o condizioni, ma non specifica il modo (dimensione, tipo di carattere, colore, ecc.) del disvelamento. Vi sono rilevanti considerazioni che suggeriscono che la maggioranza dei consumatori non leggono il fine print. Come meglio precisato in prosieguo, il fine print può avere un suo equivalente "non grafico" negli annunci pubblicitari televisivi o radiofonici, con le avvertenze obbligatorie per legge (ma controproducenti commercialmente) comunicate con astuti accorgimenti per ostacolarne a dir poco l'intelligibilità.
Il fine print può dire il contrario di quel che si legge nella stampa più grossa. Per esempio, se la stampa più grande dice "pre-approvato" il fine print può dire "soggetto ad approvazione". Specie nelle pubblicità farmaceutiche, il fine print può recare un messaggio di avvertimento, ma questo messaggio è neutralizzato da immagini positive più vistose e da piacevole musica di sottofondo. Talvolta le pubblicità televisive mostrano fugacemente il fine print in colori mimetici, rendendo difficile o impossibile la lettura allo spettatore.
L'uso di fine print è una tecnica pubblicitaria in certe nicchie di mercato, specie quelli di prodotti specialistici ad alto margine o servizi non competitivi con quelli del mercato generale. La pratica, per esempio, può essere usata per fuorviare il consumatore sul prezzo o valore di un articolo, o sul contenuto nutrizionale di un prodotto alimentare.
Negli USA, la normativa della Federal Trade Commission (FTC) afferma che, affinché un'offerta pubblicizzata sia legittima, i termini dell'offerta devono essere chiari e ben visibili, non relegati nel fine print. La normativa FTC prescrive che atti o pratiche inique o ingannevoli che interessano il commercio sono illegittimi.(15 USC § 45 (a)) Per quanto di ragione, afferma che le condizioni e gli obblighi contingenti di un'offerta devono essere esposti in modo chiaro e ben visibile all'inizio dell'offerta, e che il disvelamento dei termini dell'offerta esposti in una nota a piè di pagina di una pubblicità a cui si fa riferimento con un asterisco o altro simbolo posto accanto all'offerta, non è considerato al pari di esporre il disvelamento all'inizio. (16 CFR 251.1)

## Aspetti controversi
Il fine print è controverso a causa della sua natura ingannevole. Il suo scopo è far sì che il consumatore creda nell'effettiva bontà dell'offerta. Benché la verità sull'offerta sia tecnicamente disponibile al consumatore nella stampa in corpo minore della pubblicità — così rendendo pressoché pacifica la negabilità plausibile se viene denunciata la frode — spesso si fa in modo che passi inosservata. Il consumatore in buona fede, che può subito vedere gli aspetti attraenti dell'offerta, in genere non si curerà, per il suo comportamento impulsivo per natura, limiti di tempo, e/o necessità personale, di valutare le avvertenze, concentrandosi piuttosto sui vantaggi dell'offerta.
Molte offerte, pubblicizzate in caratteri grandi, sono valide solo a certe condizioni. In molti casi, tali condizioni sono difficili se non impossibili a verificarsi.
In molti casi l'azienda dichiara nel fine print che si riserva il diritto di modificare i termini del contratto in qualsiasi momento con breve preavviso, o senza alcun preavviso. Questo avviene ampiamente nei termini di servizio e nelle privacy policy. Tuttavia, agli inizi del 2009, nel caso federale Harris v. Blockbuster Inc. si statuì che queste "clausole unilaterale di modifica" erano ingannevoli e, di conseguenza, non meritevoli di tutela giuridica.
In alcuni casi, il venditore che usa questa tecnica ricorrerà alla pratica del bait and switch. Al consumatore pronto ad acquistare si dirà che per una ragione o per un'altra, non può giovarsi dell'offerta pubblicizzata, e sarà spinto ad un'offerta più costosa (cosiddetto hard sell). I motivi addotti possono riguardare età, razza, religione, rating di credito, dimensione o posizione della residenza, tipo di veicolo posseduto, quantità degli affari già intercorsi con la ditta, o la varietà di articolo che intende acquistare. Spesso quando, ciò avviene, tale limitazioni riguarderanno la stragrande maggioranza di consumatori.
Molto spesso i consumatori, impazienti di ottenere un prodotto o servizio di cui hanno grande bisogno o desiderio, o che erano indotti ad ottenere, firmeranno un contratto vincolante. Una corte può ritenere il consumatore vincolato alle clausole contrattuali, sebbene dichiarate solo nel fine print, e liberarsi da tale vincolo può essere oneroso o impossibile.
Alcuni esempi di situazioni come quella descritta:
- Una carta di credito, pubblicizzata come 0% di interessi nella stampa "grande", viene offerta per un periodo di pochi mesi iniziali. Al termine, il tasso scatterà, ad esempio, ad un valore (ben maggiore) del 19,95%, potendo crescere ancora grazie all'universal default.[8][9]
- Un contratto può usare testo scritto in piccolo che può passare inosservato per imporre al consumatore o abbonato di pagare vari balzelli che non sono dichiarati nel prezzo riportato in evidenza. Ad esempio un abbonato ad un contratto di telefonia cellulare può essere vincolato ad una durata contrattuale specificata, soggetta a gravosa penale per il caso di recesso anticipato. I biglietti di volo possono escludere tasse, oneri per i bagagli, ed altri "extra" inevitabili. Alcuni contratti — e a volte servizi a pagamento dopo un periodo di prova gratuito — si rinnovano automaticamente se non disdetti entro un termine specificato.
- Polizze di assicurazione: soprattutto le polizze sulla salute e le polizze vita escludono gran parte degli scenari che possono dar luogo a un sinistro. Per esempio le polizze vita escluderanno normalmente il suicidio se compiuto entro un certo termine dalla stipula contrattuale.
- Vendite con rimborso: molti prodotti sono reclamizzati con un prezzo stampato in grosse caratteri. Però è aggiunto un prezzo più alto in caratteri ben più piccoli, e il prezzo scritto in grande vale solo in forma di rimborso. Prima il cliente deve pagare il prezzo più alto. Per ottenere il rimborso, il cliente deve seguire un insieme di regole. In alcuni casi può essere difficile raggiungere tutti i requisiti necessari al rimborso, e di conseguenza sono negati molti rimborsi.[10]
- Programmi TV con inserzioni pubblicitarie: ve ne sono di vari tipi. Spesso, le ditte sovraccaricano di fine print le loro offerte di vendita o più semplicemente non mantengono le loro promesse (quest'ultimo comportamento è illegale, ma molte imprese non se ne preoccupano, visto che di solito gli incassi ottenuti col raggiro compensano le sanzioni imposte dal governo).
- Raggiri del marketing online: molti operatori economici online attraevano consumatori con prove gratuite e chiedevano i particolari della carta di credito per disporre la consegna dei prodotti. Ma la FTC verificò che inserivano addebiti nascosti per togliere soldi ai clienti senza il loro consenso.[11]

## Fine print alla TV e su altri canali video
È stata una pratica comune usare il fine print nella pubblicità televisiva. In quel caso il fine print si vede sul fondo dello schermo in un modo che non può essere notato da molti spettatori, o è mostrato per un tempo così breve che nessuno riesce a leggere l'intera frase senza un mezzo artificiale o fermando lo spot, per esempio registrandolo o bloccando il fotogramma, come si può fare con un videoregistratore digitale (DVR), per poterla leggere. L'attenzione è dirottata da tale piccola sezione con la più vistosa descrizione a caratteri grandi, che presa da sola non è veritiera.
Il fine print è spesso illeggibile, per esempio quando l'immagine TV è confusa, a bassa risoluzione, o la vista dello spettatore è ostacolata. Le offerte bancarie sono mostrate su cartelloni luminosi stradali su strade ad alto scorrimento, cosicché i conducenti di passaggio non le possono leggere.

### Fine print verbale
Alcune pubblicità televisive e radiofoniche si concludono con un "discorso rapido", a malapena udibile o comprensibile per la maggioranza delle persone. Pur essendo proprio la parte che contiene i disclaimer e le eccezioni al messaggio pubblicizzato, spesso è pronunciato troppo in fretta perché lo spettatore/ascoltatore lo comprenda. Spesso è accompagnato da piacevole musica di sottofondo e immagini positive, che a loro volta distraggono l'attenzione del consumatore dal disclaimer.

## Lotta al fine print
Molti difensori dei consumatori si danno da fare per promuovere l'adozione di normativa che limiti lo "spazio giuridico" di chi fa pubblicità nell'uso del fine print per nascondere la verità, ed espandere i diritti dei consumatori che cadono vittime del fine print. In funzione della libertà di parola concessa ai pubblicitari, l'adozione di siffatte leggi negli Stati Uniti si è dimostrata difficile.

### Carte di credito
I difensori dei consumatori hanno ampiamente criticato l'industria delle carte di credito per la crescente spietatezza delle sue pratiche, che lasciano ai banchieri facoltà apparentemente illimitate di mettere in conto qualunque spesa vogliano, riscrivere arbitrariamente termini e condizioni applicati ai consumatori, e non subire azioni dei consumatori finalizzate a contrastare dette pratiche. Il consumatore che ha inizialmente ottenuto la carta è stato inevitabilmente attratto dalle parole scritte in grande, accompagnate da pagine di fine print che pochi probabilmente leggeranno o comprenderanno appieno. Negli anni 1990 la Corte Suprema degli Stati Uniti ha sovvertito due leggi contrarie a queste pratiche, e si è detto che tali decisioni hanno aperto le porte a pratiche sempre più efferate.

### Sconti
Diversi Stati hanno preso in considerazione leggi che richiederebbero ai rivenditori di concedere ai consumatori senza imporre vincoli gli sconti reclamizzati al momento dell'acquisto. Queste leggi sono state ampiamente contrastate dalle imprese, e non sono state ancora approvate in alcuno Stato, a parte Connecticut e Rhode Island, in cui gli sconti sono permessi solo se non pubblicizzati.

### Attività bancarie
La pubblicità da parte delle banche convenzionali è normata abbastanza rigorosamente, imponendo dichiarazioni che in genere vengono compiute, ma appaiono in caratteri piccoli. In alcuni casi è disciplinata la misura minima dei caratteri piccoli, come nelle regole dichiarative Schumer box per la pubblicità/sottoscrizione di carte di credito. Una banca offriva certificati di deposito con rendita 10% non assicurati FDIC in lettere alte quasi 3", mentre la mancanza di assicurazione era esposta in piccoli caratteri alti 1/16".